# Sarmatia interitalis
Sarmatia interitalis  (лат.) — вид совок рода Sarmatia Guenée in Boisduval & Guenée, 1854 из подсемейства усаток (Hypeninae). Африка: Кения, Сомали, Южная Африка. Длина тела около 1 см, широких крыльев — около 3 см. Усики и ноги узкие, брюшко не выступает за задние крылья. Основная окраска серовато-коричневая с чёрными отметинами. Гусеницы питаются на акациях Acacia hirtella.